# (20136) Eisenhart
(20136) Eisenhart es un asteroide perteneciente al cinturón interior de asteroides descubierto por Paul G. Comba el 8 de julio de 1996 desde el Observatorio de Prescott.

## Designación y nombre
Designado provisionalmente como 1996 NA, fue nombrado  en honor a Luther Pfahler Eisenhart (1876-1965) quien fue un prolífico matemático estadounidense y profesor de Princeton que hizo importantes contribuciones a la geometría riemanniana y no riemanniana.

## Características orbitales
(20136) Eisenhart está situado a una distancia media de 1,931 ua, pudiendo alejarse un máximo de 2,055 ua y acercarse un mínimo de 1,806 ua. Tiene una excentricidad de 0,064.
Pertenece a la familia de asteroides de (434) Hungaria.

## Características físicas
(20136) Eisenhart tiene una magnitud absoluta de 15,11.